# Movistar Open 2007
Movistar Open 2007 — тенісний турнір, що проходив на ґрунтових кортах у місті Вінья-дель-Мар, Чилі з 29 січня . Належав до категорії International Series, був турніром серії Chile Open 2007 року.

## Фінальна частина

### Одиночний розряд
Луїс Орна —  Ніколас Массу 7–5, 6–3

### Парний розряд
Пауль Капдевіль /  Оскар Ернандес —  Альберт Монтаньєс /  Рубен Рамірес Ідальго 4–6, 6–4, [10–6]